# 虚无知地
虚无知地（英語：Knowhere），英语谐音为“（不存在之地）”，是在漫威漫画所出版美国漫画书及其他媒体里出现的一个虚构地点。它被描述为一个远古宇宙天神的头颅，同时它也是跨次元位面十字路口和科学观测站。
虚无知地在漫威电影宇宙的真人电影《雷神2》、《银河护卫队》、《复仇者联盟3》、《银河护卫队 假日特辑》、《银河护卫队3》及迪士尼＋动画连续剧《假如？》和迪士尼XD动画连续剧《银河护卫队》中都有出现。

## 创作经历
当被问及虚无知地是如何被创作出来的时候，作者丹·阿布内特和安迪·兰宁说道：
老实说，是恰巧被我们想到。被砍下的天神头颅，我想，这大概是安迪脑袋里某天忽然冒出来的东西。同样的，某天早上，我说道“一只会说话的俄罗斯狗如何？”我们使用这些东西并一起创作了它。很难说出他们的确切来源。

## 其他版本
在“秘密战争”时间线中，虚无知地是围绕斗界运行的卫星。根据神君杜姆的说法，虚无知地是某位天神的头颅，他想要收藏斗界却被神君杜姆杀死。这颗头颅现在依旧在斗界的卫星轨道上运行，借此提醒世人知晓神君杜姆的权威。

## 其他媒体

### 电视剧集
- 《银河护卫队（英语：Guardians of the Galaxy (TV series)）》（迪士尼XD；2015年8月1日—2019年6月9日）

### 漫威电影宇宙
虚无知地也在漫威电影宇宙的系列作品中有出现。它最初是作为收藏者的总部而出现， 他的帝凡公司（Tivan Corporation）在这里开发细胞材料并在黑市出售。后来他将这里出售给银河护卫队，银河护卫队将这里发展成他们的总部。
- 在《雷神2》中，希芙和沃斯塔格（英语：Volstagg）前往虚无知地将现实宝石交给收藏者保管。

- 在《银河护卫队》中，卡魔拉（英语：Gamora (Marvel Cinematic Universe)）与彼得·奎尔（英语：Peter Quill (Marvel Cinematic Universe)）、德拉克斯（英语：Drax (Marvel Cinematic Universe)）、火箭、格鲁特（英语：Groot (Marvel Cinematic Universe)）等人前往虚无知地，打算将一个球体出售给收藏者。但当时他们并不知道球体内包含着一颗力量宝石。[4][5]

- 在《复仇者联盟3》里，卡魔拉、奎尔、德拉克斯与螳螂女赶往虚无知地与灭霸对峙以试图阻止他取得现实宝石，但他们失败了。[1]

- 在迪士尼＋出品的动画剧集《假如……？》的“假如特查拉成为星爵”一集中，虚无知地也有出现。

- 在《假日特辑》中，银河护卫队于“无限战争”事件后翻修了虚无知地并在这里为奎尔庆贺了耶诞节。[1]

- 在《银河护卫队3》中，亚当术士袭击了虚无知地并将银河护卫队带给了至高进化（英语：High Evolutionary）。在击败后者并解救了他的俘虏后，星云与德拉克斯离开了银河护卫队并留在虚无知地经营这里。[6]

### 電子游戏
- 《迪士尼无限2.0（英语：Disney Infinity 2.0）》[7]

- 《漫威对战卡普空：无限（英语：Marvel vs. Capcom: Infinite）》——虚无知地在本作中与《出击飞龙》中的关卡“第三月亮”相结合成为“虚无知月（Knowmoon）”[8]

- 《乐高漫威超级英雄2（英语：Lego Marvel Super Heroes 2）》

- 《银河护卫队：Telltale系列（英语：Guardians of the Galaxy: The Telltale Series）》

- 《漫威银河护卫队》[9]

### 脚注
1. ↑  查看《虚无知地守护者》第1期。

### 出典
1. 1 2 3 4  Tristyn Akbas. . We Got This Covered. 2022-11-25  [2023-05-12]. （原始内容存档于2023-02-07）.
2. ↑  . Nova Prime Page.   [2023-05-12]. （原始内容存档于2008-07-24）.
3. ↑  . Stitch Kingdom. 2014-05-15  [2023-05-13]. （原始内容存档于2014-05-17）.
4. ↑  Various. . Marvel Entertainment. 2019: 236. ISBN 9781302500719.
5. ↑  Brian Truitt. . 今日美国. 2014-02-17  [2023-05-15]. （原始内容存档于2022-06-30）.
6. ↑  Joshua Meyer. . /Film. 2023-05-11  [2023-05-18]. （原始内容存档于2023-05-16）.
7. ↑  Daniel Krupa. . IGN. 2014-07-23  [2023-05-18]. （原始内容存档于2023-05-18）.
8. ↑  Joe Schmidt. . ComicBook.com. 2017-11-09  [2023-05-18]. （原始内容存档于2021-05-15）.
9. ↑  Kaleb Smith. . screenrant.com. 2021-10-29  [2023-05-18]. （原始内容存档于2023-05-11）.

### 文献
- 《新星》第四卷第8期（2007年11月）
- 《新星》第四卷第9期（2007年12月）
- 《银河护卫队》第二卷第1期（2008年5月）
- 《银河护卫队》第二卷第8期（2008年12月）
- 《死侍》第六卷第30期（2017年5月）